# Nereu do Vale Pereira
Nereu do Vale Pereira (Florianópolis, 13 de setembro de 1928) é um professor doutor em sociologia, economista e folclorista, atuou por muitos anos na Universidade Federal de Santa Catarina, foi vereador e deputado estadual na Assembleia Legislativa de Santa Catarina na 5ª Legislatura (1963-1967). Foi presidente interino do Avaí Futebol Clube em 1993 e é o conselheiro mais antigo do clube, com mais de 50 anos de presença permanente.
Filho de Hyppolito do Valle Pereira e Olinda Alves Pereira.
Formação acadêmica
Concluiu todos os níveis de ensino em Florianópolis: estudos primários no Grupo Escolar Dias Velho, curso normal complementar no Grupo Escolar Arquidiocesano São José, ginasial e curso técnico em Mecânica de Máquinas na Escola Industrial de Florianópolis (atual IFSC). Em 1956, formou-se Técnico em Contabilidade pela Academia de Comércio de Santa Catarina. Obtendo o bacharelado em Ciências Econômicas em 1960, formou-se na Faculdade de Ciências Econômicas de Santa Catarina. Defendeu seu doutorado em Ciências Humanas na UFSC em 1974, com especializações em Planejamento Econômico, Sociologia e Planejamento Educacional. 
Atuação acadêmica
Lecionou como professor em escolas de 1º e 2º graus, na UDESC (1961–1988) e na UFSC (1962–1992), onde obteve a livre docência em Sociologia, em 1974 Memória Política.  Foi docente em cursos superiores da Polícia Militar de Santa Catarina.
Trajetória política
Em 1946, fundou o Partido Democrático Cristão (PDC) em Florianópolis, presidindo o diretório municipal e integrando os diretórios estadual e nacional. Eleito vereador de Florianópolis para o mandato de 1959–63, atuou como 1º Secretário da Mesa Diretora em 1959. Na eleição estadual de 1962, concorreu ao cargo de deputado estadual, recebeu 2.112 votos, foi suplente e convocado para a 5ª legislatura (1963–1967). 
Exerceu os cargos de Diretor do Departamento Estadual de Estatística (1961–64) e Presidente do Conselho Estadual de Educação (1972–77). 
Cultura, folclore e patrimonialização
Nereu se destacou como folclorista e pesquisador da cultura açoriana. Publicou dezoito livros e centenas de artigos e vídeos sobre folclore e tradições da Ilha de Santa Catarina, com obras clássicas como Ribeirão da Ilha - Vida e Retratos, Boi de mamão, As Festas do Divino Espírito Santo, A Arte da Baleeira, entre outras.
É membro da Academia Desterrense de Letras, da Academia Catarinense de Letras e Artes (cadeira nº 5), e desde 2013 é membro titular da Academia Portuguesa de História — tornando-se o quinto brasileiro a integrar essa instituição. 
Ecomuseu e ações comunitárias
Fundou o Ecomuseu do Ribeirão da Ilha, sediado em Florianópolis, onde exerce o cargo de Diretor Geral da associação mantenedora, preservando a memória da colonização açoriana.  Além disso, colaborou com o serviço de alto-falantes “A Voz do Leão de São Marcos” em Nova Veneza, um projeto iniciado em 1952 que permanece ativo até hoje Portal Veneza. 
Vínculo esportivo com o Avaí FC
Presidiu interinamente o Avaí Futebol Clube em 1993 e é o conselheiro mais antigo do clube, com mais de cinco décadas de vínculo, e teve uma biblioteca inaugurada em sua homenagem no estádio do clube em 2007. 

## Obras do autor
Publicou vários livros sobre Florianópolis:
- 01 – Municipalismo e Desenvolvimento.Tese Acadêmica. Multilite. Edição do Departamento Estadual de Estatística de Santa Catarina. Florianópolis, 1961. 22 pp.
- 02 – A População de Santa Catarina em 1960. Estudo Estatístico. Multilite. Edição do Departamento Estadual de Estatística de Santa Catarina. Florianópolis, 1962. 33 pp.
- 03 – Condições Residenciais as Bacia carbonífera Catarinense. Relatório de pesquisa, em equipe sob sua coordenação. Publicação de IPEE/FCE/UFSC/CPCAN. Florianópolis, 1966. 65 pp.
- 04 – Estudos e determinação da Faixa Etária de 0 a 4 anos em Santa catarina. Edição do Departamento Estadual de Santa Catarina. Florianópolis, 1964. 82 pp.
- 05 – Ensaios de Sociologia do Desenvolvimento em Santa Catarina. Capítulo I – Aspectos Microrregionais. Edição EDEME. Florianópolis, 1971. 135 pp.
- 06 – Desenvolvimento e Modernização. Estudo de Desenvolvimento Urbano de Florianópolis. Editora Lunardelli/UDESC. Florianópolis, 1974. 154 pp.
- 07 – SANTA CATARINA: Aspectos históricos, sociais, econômicos, políticos e geográficos. Apostilas para concursos. Edição do autor. Florianópolis, Cinco edições 1990/98. 180 pp.
- 08- Ribeirão da Ilha – Vida e Retratos. E outros. Coleção, Memória de Florianópolis. Nº 3. Edição da Fundação Franklin Cascaes. – OMF. Florianópolis 1991. 502 pp.
- 09 – Os Engenhos de Farinha de Mandioca da Ilha de Santa Catarina. Etnografia catarinense. Edição da Fundação Cultural Açorianista. Florianópolis, 1993. 208 pp.
- 10 – Origem e Raízes do Boi de Mamão Catarinense. Monografia. Edição da Fundação Cultural Açorianista. Florianópolis,1966. 32 pp.
- 11 – Via Expressa Sul. Estudos de Impactos Ambientais. Capítulo, O Meio Antrópico. Instituto Catarinense de Estudos e Pesquisas Integradas. INCEPI/UFSC. Florianópolis., 1993. 100 pp.
- 12 – Memorial Histórico da Bicentenária Irmandade do Senhor Jesus dos Passos. Organizador. Edição da Irmandade e do Ministério da Cultura. MINC. Florianópolis, 1997. Volumes I e II,  832 pp.
- 13 – Florianópolis das 100 Paias. Editora Mares do Sul. Florianópolis, 1999. 49 pp.
- 14 – Associação Irmão Joaquim – 100 anos de amor ao próximo. Histórico da Associação Irmão Joaquim por ocasião do seu centenário, 1902/2002. Edição do Governo do Estado de Santa Catarina. Florianópolis, 2002. 308 pp.
- 15 – Contributo Açoriano na Construção do Mosaico Cultural Catarinense – Editora Papa Livros e Fundação Cultural  Açorianista. – Florianópolis, 2003
- 16 – Descortinando as 100 Belas Praias de Florianópolis – Editora Insular e Fundação Cultural Açorianista. – Florianópolis 2004
- 17 – A Ilha 500 Anos- Origem da denominação e outros feitos. Edição da Fundação Cultural Açorianista por ocasião da V Semana de Estudos Açorianos UFSC – 2004
- 18 – O Pão-por-Deus – Folclore sentimental-  Edição da Fundação Cultural Açorianista, Florianópolis, 2004.
- 19 – O Boi de Mamão- Folclore da Ilha de Santa Catarina – Introdução ao seu Estudo. – Edição da Associação Ecomuseu do Ribeirão da Ilha, Florianópolis, 2010

## Homenagem
No dia 31 de agosto de 2007 o Avaí Futebol Clube inaugurou, nas dependências de seu estádio, a Biblioteca Nereu do Vale Pereira, nome este em homenagem ao torcedor e ex-presidente do clube .
A biblioteca do Avaí que, além de contar com um bom acervo bibliotecário, ainda possui computadores com acesso a internet e atende mais de 50 garotos das categorias de base do clube que, em seus horários livres, realizam pesquisas e estudos.
Em 2018, foi homenageado pela Câmara Municipal de Florianópolis por ocasião de seus 90 anos, sendo descrito como um “autêntico e lendário Manezinho da Ilha” pela Casa Legislativa. [1][3]
Em 2021, recebeu a Comenda do Legislativo Catarinense aos 93 anos como professor aposentado da UFSC. [2][4]